# Гонсало Еченіке
Гонсало Еченіке (ісп. Gonzalo Echenique, 27 квітня 1990) — аргентинський ватерполіст.
Учасник Олімпійських Ігор 2016 року.
Призер Чемпіонату світу з водних видів спорту 2022 року.